# Teenage Mutant Ninja Turtles: Fall of the Foot Clan
Teenage Mutant Ninja Turtles: Fall of the Foot Clan (вышла в Европе под названием Teenage Mutant Hero Turtles: Fall of the Foot Clan, а в Японии под названием Teenage Mutant Ninja Turtles) — компьютерная игра для Game Boy разработанная Konami и выпущенная в 1990 году. Игра основана на мультипликационном сериале «Черепашки-ниндзя». Это первая игра серии для GameBoy. Fall of the Foot Clan представляет собой платформер, на выбор даётся четыре черепахи — Леонардо, Микеланджело, Донателло и Рафаэль. Цель игры заключается в победе в битве с Шреддером и Крэнгом, а также спасением Эйприл О'Нил.

## Игровой процесс
Игра представляет собой двумерный платформер с элементами beat ’em up. Игрок управляет одной из четырёх черепашек-ниндзя, которые могут атаковать врагов своим оружием и кидать сюрикэны. В игре пять уровней, каждый из которых заканчивается сражением с боссом.

## Оценки прессы
Игровой сайт Nintendo Life оценил игру на 8 баллов из 10, похвалив музыку, звуковые эффекты, графику и игровой процесс, но отметив отсутствие выбора сложности. Журнал Electronic Gaming Monthly оценил игру на 8,2 из 10 баллов.